# Симена Рестрепо
Симена Рестрепо Гавирија (шп. Ximena Restrepo Gaviria; Медељин, 10. март 1969) је колумбијска атлетичарка. На Олимпијским играма такмичила се четири пута, а највећи успех постигла је 1992. у Барселони када је освојила бронзану медаљу у трци на 400 метара. Ово је била прва олимпијска медаља за Колумбију у атлетици.

## Спољашњи извори
- Симена Рестрепо на сајту Sports-Reference.com (архивирано)